# BMW Concept M8 Gran coupé
Pour les articles homonymes, voir BMW, BMW M et M8.
La BMW Concept M8 Gran coupé est un concept-car de voiture de sport coupé 4 portes de luxe, du constructeur automobile allemand BMW-BMW M, présentée au salon international de l'automobile de Genève 2018.

## Histoire
Ce concept car M8, fleuron de la marque BMW-BMW M, est conçu par Adrian van Hooydonk, chef designer du groupe BMW-Mini-Rolls-Royce, inspiré des BMW Série 8 II (2018), BMW M6 (2012), BMW Concept Z4 (2017)..., avec carrosserie de couleur Salève Vert aux reflets vert, gris, et bleu.

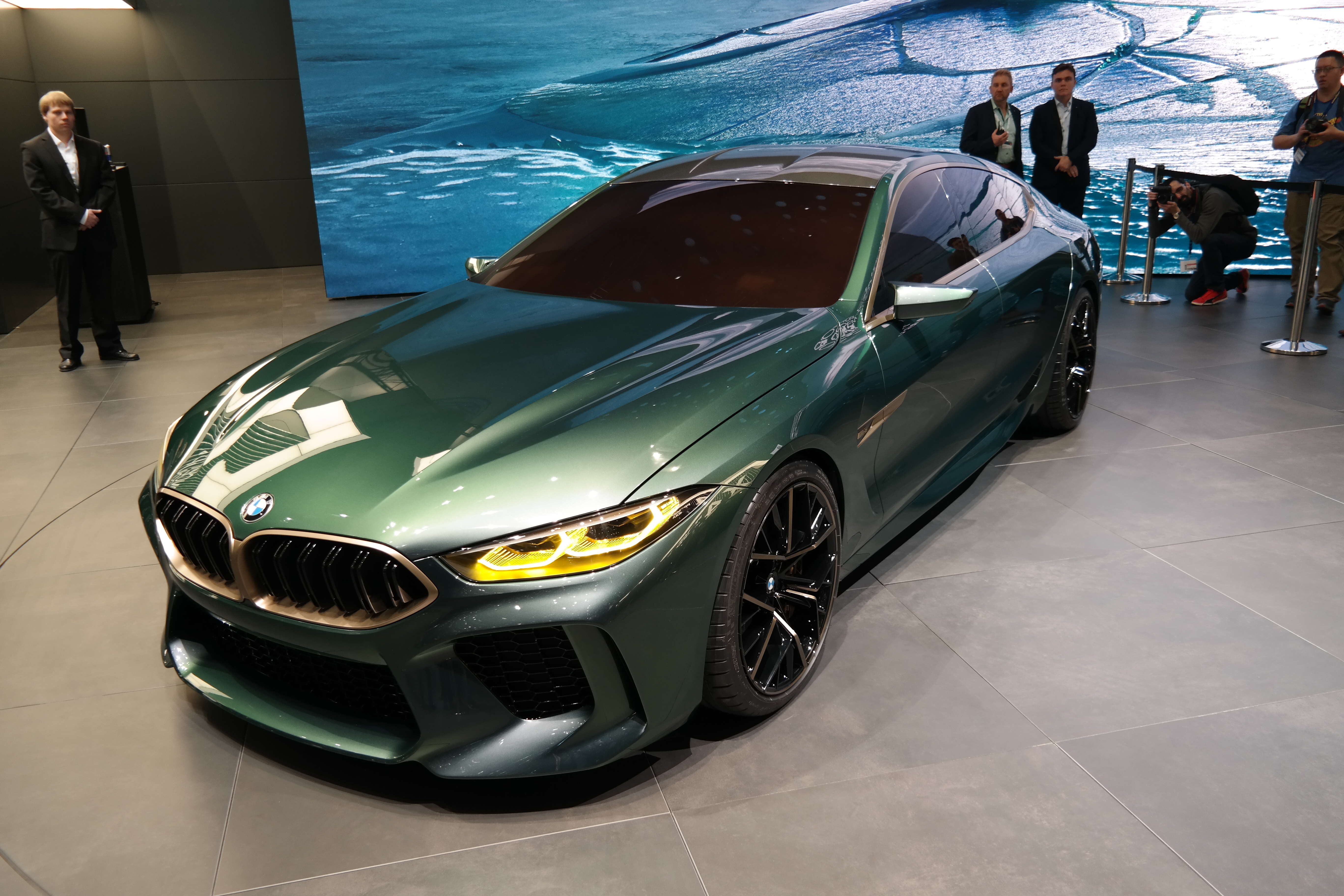
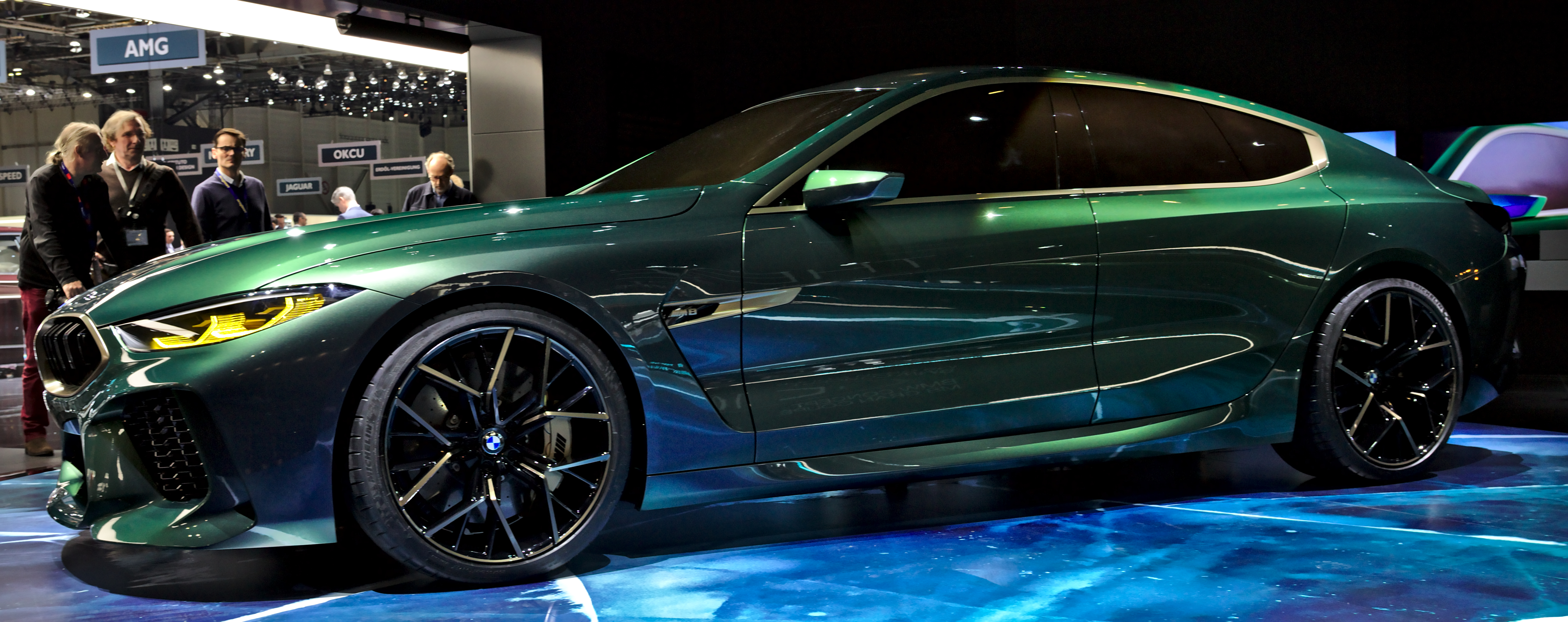
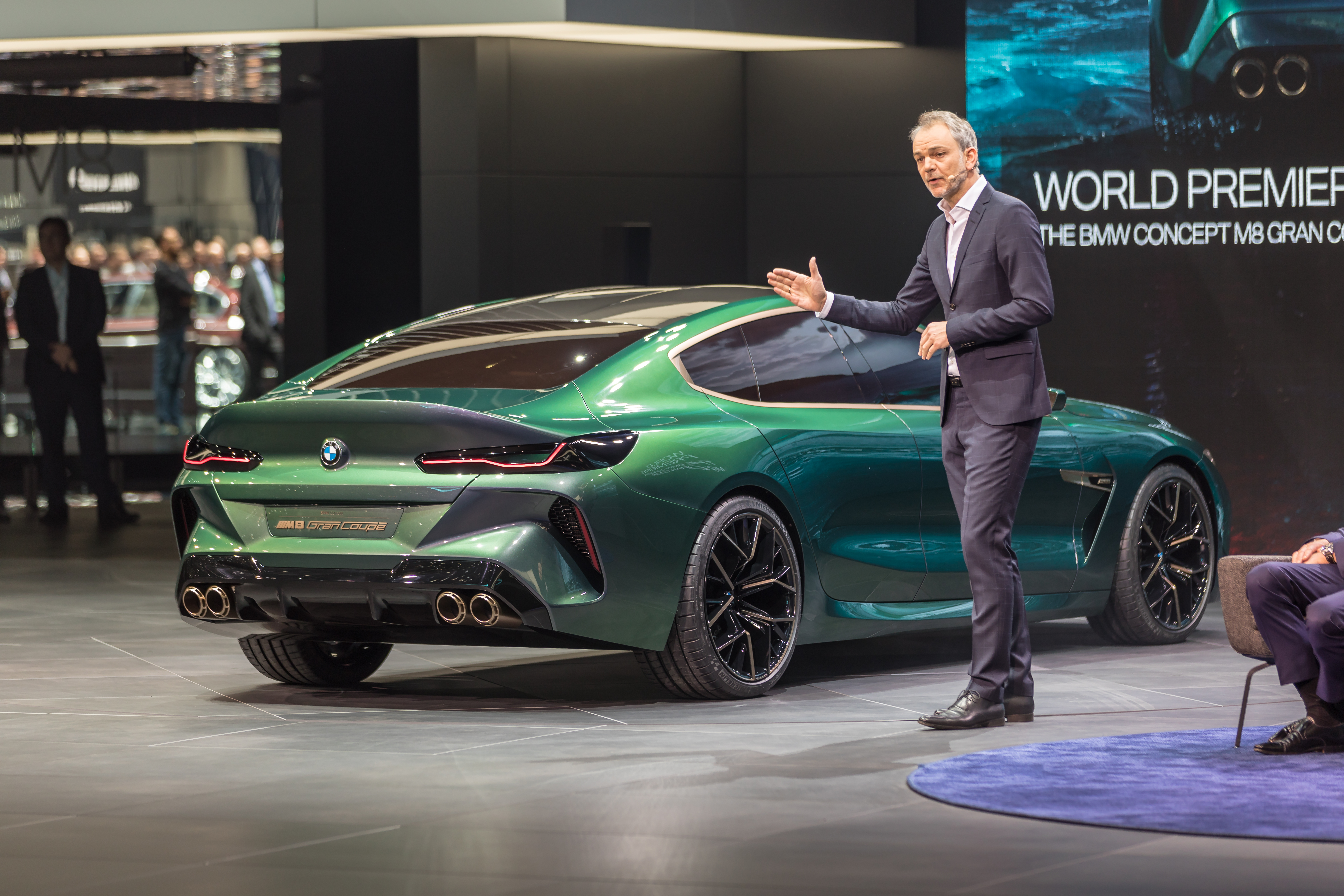

Il est motorisé par un moteur BMW S70 V12 48 soupapes de 6 L, pour 550 ch, avec boîte de vitesses robotisée à 8 rapports. La BMW M8 est successeure présumée en 2019 des BMW M6 de 2012, avec un moteur V8 biturbo de 4,4 L de plus de 600 ch des dernières BMW M5 (F90), pour concurrencer des Mercedes-AMG GT, Audi A7 II Sportback II, Porsche Panamera II, Bentley Flying Spur, et autres Aston Martin Rapide S...

## Compétition
La BMW M8 GTE est conçue en 2017 par BMW Motorsport pour la compétition automobile catégorie Le Mans Grand Tourisme Endurance, avec un moteur BMW P63/1 V8 bi-turbo de 4 L.

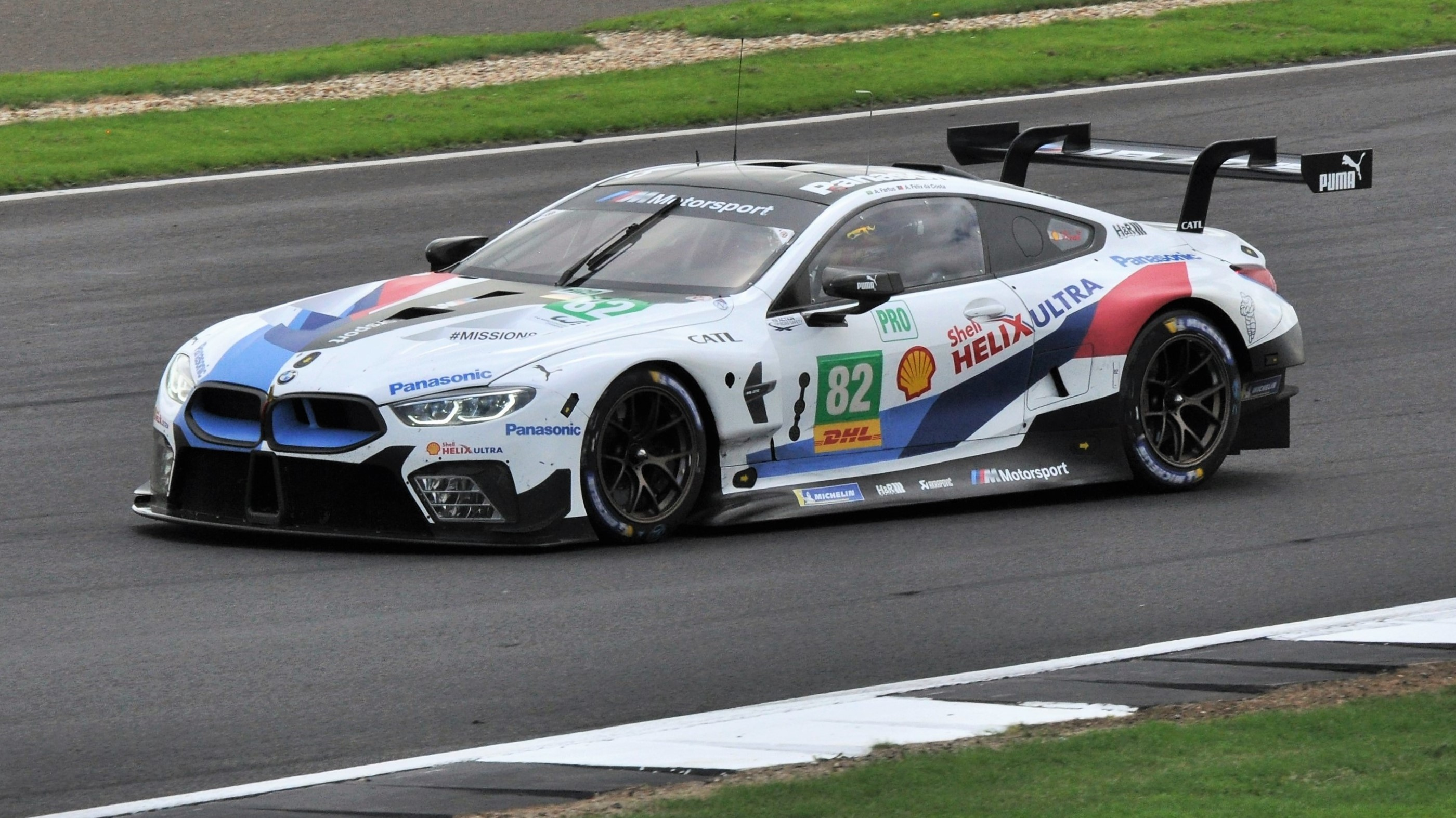
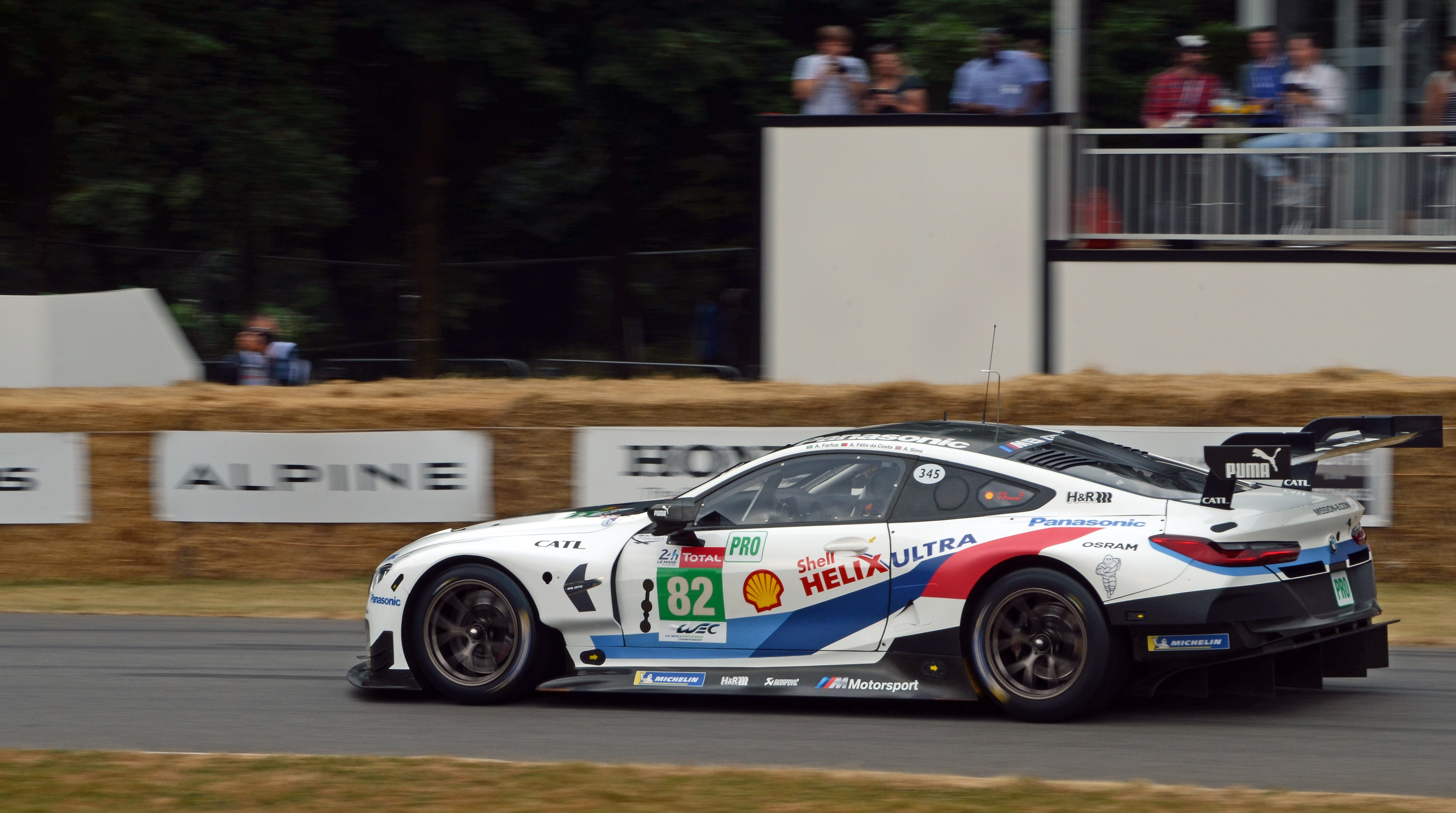